# Abdeljalil Jbira
Abdeljalil Jbira (en árabe: عبد الجليل جبيرة‎; Marrakech, 1 de septiembre de 1990) es un futbolista marroquí que juega en la demarcación de lateral izquierdo para el Raja Casablanca de la Liga de Fútbol de Marruecos.

## Selección nacional
Hizo su debut con la selección de fútbol de Marruecos el 7 de septiembre de 2014 en un encuentro amistoso contra Libia que finalizó con un resultado de 3-0 a favor del combinado marroquí tras los goles de Younès Belhanda, Abdelaziz Barrada y de Mouhcine Yajour. Además disputó cinco partidos del Campeonato Africano de Naciones de 2018.

## Clubes
| Club                | País      | Año         | Partidos | Goles |
| ------------------- | --------- | ----------- | -------- | ----- |
| Kawkab de Marrakech | Marruecos | 2010 - 2014 | 114      | 13    |
| Raja Casablanca     | Marruecos | 2014 -      | 188      | 6     |

### Campeonatos nacionales
| Título         | Club            | País      | Año  |
| -------------- | --------------- | --------- | ---- |
| Copa del Trono | Raja Casablanca | Marruecos | 2017 |